# TV5 (Філіппіни)
Ті-Ві-Файв Нетворк, скор. «Ті-Ві-Файв» (англ. TV5 Network, Inc., скор. TV5, також відома як «The Kapatid Network») — філіппінська медіа-компанія медіа-компанія зі штаб-квартирою в Мандалуйоні. Він належить MediaQuest Holdings, дочірній компанії телекомунікаційної компанії PLDT, очолюваній головою Мануелем В. Пангілінаном.

## Ефір

### Серіали
- I Got You
- My Extra Ordinary

### Програми
- Frontline Pilipinas
  - Frontline Tonight
  - Frontline Pilipinas Weekend
- News5 Alerts
- Gud Morning Kapatid
- Radyo5 Network News
- Ted Failon at DJ Chacha sa Radyo5
- Eat Bulaga!
- Lunch Out Loud
- Sunday Noontime Live!
- Oh My Dad!
- Pidol's Wonderland
- Sunday 'Kada
- The Ghost Adventures
- Bawal na Game Show
- Fill in the Bank
- Bangon Talentadong Pinoy
- Masked Singer Pilipinas
- Chika, Besh!
- Usapang Real Life
- Alagang Kapatid
- Idol in Action
- Rated Korina
- Philippine Basketball Association (PBA)

## канали TV5

### Національний

#### Поточний
- TV5
- NBA TV Philippines
- One News
- One PH
- One Screen
- One Sports
- PBA Rush
- Sari-Sari Channel

#### Колишній
- 5 Plus
- AksyonTV
- Bloomberg TV Philippines
- Fox Filipino
- Hyper
- Weather Information Network

### Міжнародний
- Kapatid
- AksyonTV International

## Радіостанції

### Radyo5 News FM
- DWFM 92.3 FM (Маніла)
- DYNC 101.9 FM (Себу)
- DXFM 101.9 FM (Давао)

## Дочірні компанії
- BusinessWorld
- Cignal TV
  - Cignal
  - Cignal Entertainment
- Media5 Marketing Corporation (Media5)
- Nation Broadcasting Corporation
- Unitel Productions
- Straight Shooters
- The Philippine Star
- Pilipinas Global Network Ltd.

## Відділи
- D5 Studio
- News5
- Entertainment5
- Studio5
- Rescue5
- Regional5
- One Sports

## Соціальна відповідальність компанії
- Alagang Kapatid Foundation
- PLDT-Smart Foundation
- One Meralco Foundation

## Неіснуючий
- ESPN5
- Talent5